# Грчка на Летњим олимпијским играма 1896.
Грчка је била домаћин Летњих олимпијских игара 1896. одржаних у Атини. Број грчких такмичара се обично наводи као 169, а Грци помињу 176 у девет спортова. Грци су били далеко најуспешнији са 46 укупно освојених медаља, 26 више од Сједињених Америчких Држава. Ипак званично су другопласирани јер су остварили 10 златних медаља, једну мање од Сједињених Америчких Држава. Грци су учествовали у 172 такмичења у 39 дисциплина. Само четири дисциплине су биле без грчких спортиста: 400 метара и скок увис у атлетици и у гимнастици у прескоку и екипној вежби на вратилу.

## Освајачи медаља
Грчка је завршила као друга земља у укупном скору освојених медаља 10 златнх, 17 сребрних и 19 бронзаних, укупно 46 медаља.

### Злато
- Николаос Андријакопулос - гимнастика, пењање уз конопац
- Јоанис Јоргидис - мачевање, сабља
- Пантелис Карасевдас - стрељаштво, војничка пушка
- Аристидис Константинидис - бициклизам, друмска трка
- Спиридон Луис - атлетика, маратон
- Јоанис Малокинис - пливање, 100 метара за морнаре
- Јоанис Митропулос - гимнастика, кругови
- Јоргос Орфанидис - стрељаштво, пушка слободног избора
- Јоанис Франгудис - стрељаштво, пиштољ брза паљба
- Леонидас Пиргос - мачевање, флорет за професионалне тренере

### Сребро
- Јоанис Андреу - пливање, 1.200 метара слободно
- Спиридон Хасапис - пливање, 100 метара за морнаре
- Милтијадес Гускос‎ - атлетика, бацање кугле
- Телемахос Каракалос - мачевање, сабља
- Дионисиос Касдаглис - тенис, појединачно
- Јоргос Колетис - бициклизам, 100 километара
- Стаматиос Николопулос - бициклизам, 333,3 метра
- Стаматиос Николопулос - бициклизама, спринт 2 километра
- Јоргос Орфанидис - стрељаштво, пиштољ брза паљба
- Панајотис Параскевопулос - атлетика, бацање диска
- Павлос Павлидис - стрељаштво, војничка пушка
- Антониос Пепанос - пливање, 500 метара слободно
- Јоанис Франгудис - стрељаштво, пушка слободног избора
- Јоргос Цитас - рвање, грчко-римски стил
- Карилаос Василакос - атлетика, маратон
- Томас Ксенакис - гимнастика, пењање уз конопац
- Panellinios Gymnastikos Syllogos - гимнастика, разбој екипно

### Бронза
- Ефстатиос Хорофас - пливање, 500 метара слободно
- Ефстатиос Хорофас - пливање, 1.200 метара слободно
- Стефанос Кристопулос - рвање, грчко-римски стил
- Евангелос Дамаскос - атлетика, скок мотком
- Димитриос Дривас - пливање, 100 метара за морнаре
- Димитриос Големис - атлетика, 800 метара
- Николаос Моракис - стрељаштво, војнички пиштољ
- Александрос Николопулос - дизање тегова, једноручно
- Јоргос Папасидерис - атлетика, бацање кугле
- Константинос Паспатис - тенис, појединачно мушкарци
- Јоанис Персакис - атлетика, троскок
- Петрос Персакис - гимнастика, кругови
- Јоанис Франгудис - стрељаштво, пиштољ слободно
- Перикле Пиеракос Мавромихалис - мачевање, флорет за аматере
- Јоанис Теодоропулос - атлетика, скок мотком
- Николаос Трикупис - стрељаштво, војничка пушка
- Сотириос Версис - атлетика, бацање диска
- Сотириос Версис - дизање тегова, дворучно
- Ethnikos Gymnastikos Syllogos - гимнастика, разбој екипно

## Резултати по дисциплинама

### Атлетика
Грчки атлетичари су учествовали у свим атлетским дисциплинама осим трке на 400 метара и скоку увис и освојили 10 медаља: 1 златну, 3 сребрне и 6 бронзаних. Грци су се радовали освајању свих медаља у маратону, све док се није открило да је Спиридон Белокас део стазе возио на колима, па је дисквалификован.
| Дисциплина    | Место | Атлетичар                 | Полуфинале   | Финале               |
| ------------- | ----- | ------------------------- | ------------ | -------------------- |
|               |       |                           |              |                      |
| 100 м         | 5     | Александрос Калкокондилис | 12,75 с      | 12,6 ц               |
| 100 м         | –     | Јоргос Гениматас          | Непознато    | Није се квалификовао |
|               |       |                           |              |                      |
| 800 м         | 3     | Димитриос Големис         | 2:16,8       | 2:28,0               |
| 800 м         | –     | Ангелос Фецис             | Непознато    | Није се квалфиковао  |
| 800 м         | –     | Димитриос Томпроф         | Непознато    | Није се квалфиковао  |
|               |       |                           |              |                      |
| 1.500 м       | 5     | Ангелос Фецис             | Није било    | Непознато            |
| 1.500 м       | 6     | Димитриос Големис         | Није било    | Непознато            |
| 1.500 м       | –     | Константинос Каракацанис  | Није било    | Непознато            |
| 1.500 м       | –     | Димитриос Томпроф         | Није било    | Непознато            |
|               |       |                           |              |                      |
| 110 м препоне | –     | Атанасиос Скалцојанис     | Непознато    | Није се квалфиковао  |
| 110 м препоне | –     | Анастасиос Андреу         | Непознато    | Није се квалфиковао  |
|               |       |                           |              |                      |
| маратон       | 1     | Спиридон Луис             | Није одржано | 2:58:50              |
| маратон       | 2     | Карилаос Василакос        | Није одржано | 3:06:03              |
| маратон       | 4     | Јоанис Вретос             | Није одржано | Непознато            |
| маратон       | 5     | Eleitherios Papasimeon    | Није одржано | Непознато            |
| маратон       | 6     | Димитриос Делијанис       | Није одржано | Непознато            |
| маратон       | 7     | Евангелис Геракарис       | Није одржано | Непознато            |
| маратон       | 8     | Стаматиос Масурис         | Није одржано | Непознато            |
| маратон       | –     | Јоанис Лаврентис          | Није одржано | Није завршио         |
| маратон       | –     | Georgios Grigoriou        | Није одржано | Није завршио         |
| маратон       | –     | Ilias Kafetzis            | Није одржано | Није завршио         |
| маратон       | –     | Димитриос Христопулос     | Није одржано | Није завршио         |
| маратон       | –     | Спиридон Белокас          | Није одржано | Дисквалификован      |
|               |       |                           |              |                      |
| Скок удаљ     | 4     | Александрос Калкокондилис | Није одржано | 5,74 м               |
| Скок удаљ     | –     | Атанасиос Скалцојанис     | Није одржано | Непознато            |
|               |       |                           |              |                      |
| Троскок       | 3     | Јоанис Персакис           | Није одржано | 12,52 м              |
| Троскок       | –     | Khristos Zoumis           | Није одржано | Непознато            |
|               |       |                           |              |                      |
| скок мотком   | 3     | Евангелос Дамаскос        | Није одржано | 2,60 м               |
| скок мотком   | 3     | Јоанис Теодоропулос       | Није одржано | 2,60 м               |
| скок мотком   | 5     | Vasilios Xydas            | Није одржано | 2,40 м               |
|               |       |                           |              |                      |
| Бацање кугле  | 2     | Милтијадес Гускос‎         | Није одржано | 11,03 м              |
| Бацање кугле  | 3     | Јоргос Папасидерис        | Није одржано | 10,36 м              |
|               |       |                           |              |                      |
| Бацање диска  | 2     | Панајотис Параскевопулос  | Није одржано | 28,95 м              |
| Бацање диска  | 3     | Сотирос Версис            | Није одржано | 27,78 м              |
| Бацање диска  | –     | Јоргос Папасидерис        | Није одржано | Непознато            |
|               |       |                           |              |                      |

### Бициклизам
Грчка је имала учешће у свих шет бициклистичких дисциплина и освојила 1 златну и 3 сребрне медаље.
| Дисцилина    | Место | Бициклиста               | Време/Дистанца |
| ------------ | ----- | ------------------------ | -------------- |
|              |       |                          |                |
| 333,3 м      | 2     | Стаматиос Николопулос    | 26,0           |
|              |       |                          |                |
| спринт 2 км  | 2     | Стаматиос Николопулос    | 5:00,2         |
|              |       |                          |                |
| 10 км        | 5     | Аристидис Константинидис | Непознато      |
| 10 км        | –     | Јоргос Колетис           | Није завршио   |
|              |       |                          |                |
| 100 км       | 2     | Јоргос Колетис           | Непознато      |
| 100 км       | –     | Аристидис Константинидис | Није завршио   |
|              |       |                          |                |
| Трка 12 сати | –     | Јоргос Параскевопулос    | Није завршио   |
| Трка 12 сати | –     | Ловердос                 | Није завршио   |
| Трка 12 сати | –     | А. Трифипатис-Трипиарис  | Није завршио   |
| Трка 12 сати | –     | Константинос Константину‎ | Није завршио   |
|              |       |                          |                |
| Друмска трка | 1     | Аристидис Константинидис | 3:22,31        |
| Друмска трка | –     | Јоргос Аспиотис          | Непознато      |
| Друмска трка | –     | Miltiades Iatrou         | Непознато      |
| Друмска трка | –     | Константинос Константину‎ | Непознато      |
| Друмска трка | –     | Јоргос Параскевопулос    | Непознато      |
|              |       |                          |                |

### Мачевање
Грчки мачеваоци су освојили прво и друго место у дисциплини сабља, треће место у конкуренцији флорета за аматере, а најзначанија је победа Пиргоса у конкуренцији флорет за професионалне тренере, када је обедом над Французом Жаном Морисом Перонеом освојио прву златну медаљу за Грчку на модерним Олимпијским играма. Грчку је представљало 6 такмичара.
| Дисциплина | Место | Мачевалац           | Резултат | Резултат | Тушеви | Тушеви | Група | Финале       |
| Дисциплина | Место | Мачевалац           | Добио    | Изгубио  | За     | Против | Група | Финале       |
| ---------- | ----- | ------------------- | -------- | -------- | ------ | ------ | ----- | ------------ |
|            |       |                     |          |          |        |        |       |              |
| сабља      | 1     | Јоанис Јоргидис     | 4        | 0        | 12     | 6      | -     | Није одржано |
| сабља      | 2     | Телемахос Каракалос | 3        | 1        | 11     | 5      | -     | Није одржано |
| сабља      | 5     | Јоргос Јатридис     | 0        | 4        | 3      | 12     | -     | Није одржано |
|            |       |                     |          |          |        |        |       |              |

#### Појединачни резултати сабља
| Меч | Противник                 | Нација | Резултат                  |
| --- | ------------------------- | ------ | ------------------------- |
| 1   | Телемахос Каракалос Грчка | 3-0    | Адолф Шмал Аустрија       |
| 2   | Јоанис Јоргидис Грчка     | 3-0    | Јоргос Јатридис Грчка     |
| 3   | Телемахос Каракалос Грчка | 3-2    | Холгер Нилсен Данска      |
| 4   | Јоанис Јоргидис Грчка     | 3-2    | Адолф Шмал Аустрија       |
| 5   | Холгер Нилсен Данска      | 3-1    | Јоргос Јатридис Грчка     |
| 6   | Јоанис Јоргидис Грчка     | 3-1    | Телемахос Каракалос Грчка |
| 7   | Адолф Шмал Аустрија       | 3-2    | Јоргос Јатридис Грчка     |
| 8   | Јоанис Јоргидис Грчка     | 3-2    | Холгер Нилсен Данска      |
| 9   | Телемахос Каракалос Грчка | 3-0    | Јоргос Јатридис Грчка     |

#### Резултати по нацијама
| Противници по нацијама | Победе | Порази | Проценат |
| ---------------------- | ------ | ------ | -------- |
| Аустрија               | 2      | 1      | .667     |
| Данска                 | 2      | 1      | .667     |
| Грчка                  | 4      | 4      | .500     |
|                        |        |        |          |
| Укупно                 | 8      | 6      | .611     |

| Дисциплина   | Место | Мачевалац                     | Резултат | Резултат | Тушеви | Тушеви | Група        | Финале                       |
| Дисциплина   | Место | Мачевалац                     | Добио    | Изгубио  | За     | Против | Група        | Финале                       |
| ------------ | ----- | ----------------------------- | -------- | -------- | ------ | ------ | ------------ | ---------------------------- |
|              |       |                               |          |          |        |        |              |                              |
| флорет       | 3     | Перикле Пиеракос Мавромихалис | 2        | 1        | 7      | 4      | 2 група A    | Није одржано                 |
| флорет       | 4     | Атанасиос Вурос               | 2        | 1        | 8      | 4      | 2 група Б    | Није одржано                 |
| флорет       | 5     | Костантинос Комниос Милиотис  | 1        | 2        | 5      | 7      | 3rd група Б  | Није одржано                 |
| флорет       | 7     | Јоргос Балакакис              | 0        | 3        | 3      | 9      | 4 група Б    | Није одржано                 |
| флорет       | 7     | Јоанис Пулос                  | 0        | 3        | 4      | 9      | 4 група А    | Није одржано                 |
|              |       |                               |          |          |        |        |              |                              |
| флорет проф. | 1     | Леонидас Пиргос               | 1        | 0        | 3      | 1      | Није одржано | Победио 3-1 Жан Морис Пероне |
|              |       |                               |          |          |        |        |              |                              |

#### Појединачни резултати флорет
Група А
| Меч | Противник                           | Нација | Резултат                            |
| --- | ----------------------------------- | ------ | ----------------------------------- |
| A1  | Перикле Пиеракос Мавромихалис Грчка | 3-1    | Анри Делаборд Француска             |
| A2  | Анри Кало Француска                 | 3-2    | Јоанис Пулос Грчка                  |
|     |                                     |        |                                     |
| A3  | Перикле Пиеракос Мавромихалис Грчка | 3-0    | Јоанис Пулос Грчка                  |
| A5  | Анри Кало Француска                 | 3-1    | Перикле Пиеракос Мавромихалис Грчка |
| A6  | Анри Делаборд Француска             | 3-1    | Јоанис Пулос Грчка                  |

Група Б
| Меч | Победник                           | Резултат  | Поражени                           |
| --- | ---------------------------------- | --------- | ---------------------------------- |
| Б1  | Костантинос Комниос Милиотис Грчка | 3-1       | Јоргос Балакакис Грчка             |
| Б2  | Ежен Анри Гравелот Француска       | 3-2       | Атанасиос Вурос Грчка              |
| Б3  | Атанасиос Вурос Грчка              | 3-1       | Јоргос Балакакис Грчка             |
| Б4  | Ежен Анри Гравелот Француска       | 3-2       | Костантинос Комниос Милиотис Грчка |
| Б5  | Ежен Анри Гравелот Француска       | 3-1       | Јоргос Балакакис Грчка             |
| Б6  | Атанасиос Вурос Грчка              | 3-0 (сл.) | Костантинос Комниос Милиотис Грчка |

#### Резултати по нацијама
| Противници по нацијама | Победе | Порази | Проценат |
| ---------------------- | ------ | ------ | -------- |
| Француска              | 1      | 6      | .166     |
| Грчка                  | 4      | 4      | .500     |
|                        |        |        |          |
| Укупно                 | 5      | 10     | .333     |

### Гимнастика
Имена чланова грчких тимова који се такмиче у гинастици, у највећем делу су непозната. Грчки такмчари су освојили по две медаље у којима су побеђивали: Пењање уз конопац (злато и сребро), кругови (злато и бронза), а екипно у разбоју (сребро и бронзу).
| Дисциплина        | Место | Гимнастичар          |
| ----------------- | ----- | -------------------- |
|                   |       |                      |
| Разбој            | –     | Филипос Карвелас     |
| Разбој            | –     | Јоанис Митропулос    |
| Разбој            | –     | Антонис Папајоану    |
|                   |       |                      |
| Вратило           | –     | Антонис Папајоану    |
| Вратило           | –     | Леонидас Циклитирас  |
|                   |       |                      |
| Коњ са хватаљкама | –     | Атистовулос Петмезас |
|                   |       |                      |
| кругови           | 1     | Јоанис Митропулос    |
| кругови           | 3     | Петрос Персакис      |
|                   |       |                      |

| Дисциплина | Место | Гимнастичар             | Висина      |
| ---------- | ----- | ----------------------- | ----------- |
|            |       |                         |             |
| Конопац    | 1     | Николаос Андријакопулос | 14,0 метара |
| Конопац    | 2     | Томас Ксенакис          | 14,0 метара |
|            |       |                         |             |

| Дисциплина    | Место | Екипа |
| ------------- | ----- | --- |
|               |       | |
| Разбој екипно | 2     | Панхеленско удружење (Panellinios Gymnastikos Syllogos): Сотирос Атанасопулос, Николаос Андријакопулос, Петрос Персакис, Томас Ксенакис, 29 такмичара непознатог имена |
| Разбој екипно | 3     | Етнички савези (Ethnikos Gymnastikos Syllogos) :Јоанис Хрисафис, Јоанис Митропулос, Димитриос Лундрас, Филипос Карвелас, 15 такмичара, непознатог имена             |
|               |       | |

### Стрељаштво
Грчки стрелци су победили у дисциплинама са пушком и у такмичењу пишоља брза паљба, али се нису могли такмичити са браћом Пејн из САД у дисциплимама, војнички пиштољ и пиштољ слободног избора.
| Дисциплина              | Место | Стрелац                      | Резултат     | Хитац        |
| ----------------------- | ----- | ---------------------------- | ------------ | ------------ |
|                         |       |                              |              |              |
| Војничка пушка          | 1     | Пантелис Карасевдас          | 2350         | 40           |
| Војничка пушка          | 2     | Павлос Павлидис              | 1978         | 38           |
| Војничка пушка          | 3     | Николаос Трикупис            | 1713         | 34           |
| Војничка пушка          | 4     | Анастасиос Метаксас          | 1701         | Непознато    |
| Војничка пушка          | 5     | Јоргос Орфанидис             | 1698         | Непознато    |
| Војничка пушка          | 7     | Јоргос Дијамантис            | 1456         | Непознато    |
| Војничка пушка          | 9     | Јоанис Теофилакис            | 1261         | Непознато    |
| Војничка пушка          | 11    | Alexios Fetsios              | 894          | Непознато    |
| Војничка пушка          | 12    | Спирирон Стаис               | 845          | Непознато    |
| Војничка пушка          | –     | Аристовулос Петмезас         | Unknown      | Unknown      |
| Војничка пушка          | –     | Г. Карајанопулос             | Непознато    | Непознато    |
| Војничка пушка          | –     | 22 друга, непознатих имена   | непознато    | непознато    |
|                         |       |                              |              |              |
| Пушка слободног избора  | 1     | Јоргос Орфанидис             | 1583         | 37           |
| Пушка слободног избора  | 2     | Јоанис Франгудис             | 1312         | 31           |
| Пушка слободног избора  | 4     | Анастасиос Метаксас          | 1102         | Непознато    |
| Пушка слободног избора  | 5     | Пантелис Карасевдас          | 1039         | Непознато    |
| Пушка слободног избора  | –     | Антелоханасис                | Непознато    | Непознато    |
| Пушка слободног избора  | –     | Јоргос Дијамантис            | Непознато    | Непознато    |
| Пушка слободног избора  | –     | Alexios Fetsios              | Непознато    | Непознато    |
| Пушка слободног избора  | –     | Каракацантис                 | Непознато    | Непознато    |
| Пушка слободног избора  | –     | Кацидакис                    | Непознато    | Непознато    |
| Пушка слободног избора  | –     | Николоас Левидис             | Непознато    | Непознато    |
| Пушка слободног избора  | –     | Зенон Михаилидис             | Непознато    | Непознато    |
| Пушка слободног избора  | –     | Мустакопулос                 | Непознато    | Непознато    |
| Пушка слободног избора  | –     | Павлос Павлидис              | Непознато    | Непознато    |
| Пушка слободног избора  | –     | Александрос Теофилакис       | Непознато    | Непознато    |
| Пушка слободног избора  | –     | Јоанис Теофилакис            | Непознато    | Непознато    |
| Пушка слободног избора  | –     | Николаос Трикупис            | Непознато    | Непознато    |
| Пушка слободног избора  | –     | Леонидас Лангакис            | Није завршио | Није завршио |
| Пушка слободног избора  | –     | Јоанис Вуракис               | Није завршио | Није завршио |
|                         |       |                              |              |              |
| Војнички пиштољ         | 3     | Николаос Моракис             | 205          | Непознато    |
| Војнички пиштољ         | 4     | Јоанис Франгудис             | Непознато    | Непознато    |
| Војнички пиштољ         | –     | Зенон Михалидис              | Непознато    | Непознато    |
| Војнички пиштољ         | –     | Јоргос Орфанидис             | Непознато    | Непознато    |
| Војнички пиштољ         | –     | Пантазидис                   | Непознато    | Непознато    |
| Војнички пиштољ         | –     | Пацурис                      | Непознато    | Непознато    |
| Војнички пиштољ         | –     | Павлос Павлидис              | Непознато    | Непознато    |
| Војнички пиштољ         | –     | Аристовулос Петмезас         | Непознато    | Непознато    |
| Војнички пиштољ         | –     | Платис                       | Непознато    | Непознато    |
| Војнички пиштољ         | –     | Вавис                        | Непознато    | Непознато    |
| Војнички пиштољ         | –     | Пантелис Карасевдас          | Није завршио | Није завршио |
| Војнички пиштољ         | –     | Санидис                      | Није завршио | Није завршио |
|                         |       |                              |              |              |
| Пиштољ брза паљба       | 1     | Јоанис Франгудис             | 344          | 23           |
| Пиштољ брза паљба       | 2     | Јоргос Орфанидис             | 249          | 20           |
|                         |       |                              |              |              |
| Пиштољ слободног избора | 3     | Јоанис Франгудис Phrangoudis | Непознато    | Непознато    |
| Пиштољ слободног избора | 4     | Леонидас Моракис             | Непознато    | Непознато    |
| Пиштољ слободног избора | 5     | Јоргос Орфанидис             | Непознато    | Непознато    |
|                         |       |                              |              |              |

### Пливање
Имена неколико грчких пливача нису забележена. До једине златне медаље у пливању Грчка је дошла у дисциплини где је дозвољено да се такмиче само Грчки морнари, где сиум освојили сребрну и бронзану медаљу. Поред ових освојене су још две сребрне и две бронзане медаље у дужим дисциплинама.
| Дисциплина                | Позиција | Пливач                          | Време     |
| ------------------------- | -------- | ------------------------------- | --------- |
|                           |          |                                 |           |
| 100 м слободно            | –        | Јоргос Анинос                   | Непознато |
| 100 м слободно            | –        | Ефстатиос Хорофас               | Непознато |
| 100 м слободно            | –        | Александрос Хрисафос            | Непознато |
| 100 м слободно            | –        | четири пливача непознатог имена | Непознато |
|                           |          |                                 |           |
| 500 м слободно            | 2        | Антониос Пепанос                | 9:57,6    |
| 500 м слободно            | 3        | Efstathios Chorophas            | Непознато |
|                           |          |                                 |           |
| 1.200 м слободно          | 2nd      | Јоанис Андреу                   | 21:03,4   |
| 1.200 м слободно          | 3        | Ефстатиос Хорофас               | Непознато |
| 1.200 м слободно          | –        | Н. Карватас                     | Непознато |
| 1.200 м слободно          | –        | три пливача непознатих имена    | Непознато |
|                           |          |                                 |           |
| 100 м слободно за морнаре | 1        | Јоанис Малокинис                | 2:20,4    |
| 100 м слободно за морнаре | 2        | Спиридон Хасапис                | Непознато |
| 100 м слободно за морнаре | 3        | Димитриос Дривас                | Непознато |
|                           |          |                                 |           |

### Тенис
Грчки тенисери су појединачној конкуренцији освојили сребрну и бронзану медаљу. У игри парова Касдаглис и Петрококинос учествовали су као Мешовити тим и освојили друго место, али се освојене медаље не приписују укупном броју грчких освојених медаља.
| Дисциплина   | Позиција | Такмичар                                       | Прво коло            | Четвртфинале                       | Полуфинале                    | Финале                   |
| ------------ | -------- | ---------------------------------------------- | -------------------- | ---------------------------------- | ----------------------------- | ------------------------ |
|              |          |                                                |                      |                                    |                               |                          |
| појединачно  | 2        | Дионисиос Касдаглис                            | Победио Деферт       | Победио К. Акратопулос             | Победио Тапавица              | Изгубио од Боланд        |
| појединачно  | 3        | Константинос Паспатис                          | Победио Робертсон    | Победио А. Акратопулос             | Изгубио од Боланд             | Није се квалификовао     |
| појединачно  | 5        | Аристидис Акратопулос                          | Победио (АУС) Флек   | Изгубио од Паспатис                | Није се квалификовао          | Није се квалификовао     |
| појединачно  | 5        | Константинос Акратопулос                       | Слободан             | Изгубио од Касдаглис               | Није се квалификовао          | Није се квалификовао     |
| појединачно  | 5        | Евангелос Ралис                                | Победио Петрококинос | Изгубио од Боланд                  | Није се квалификовао          | Није се квалификовао     |
| појединачно  | 8        | Димитрис Франгопулос                           | Изгубио од Тапавица  | Није се квалификовао               | Није се квалификовао          | Није се квалификовао     |
| појединачно  | 8        | Деметриос Петрококинос                         | Изгубио од Ралис     | Није се квалификовао               | Није се квалификовао          | Није се квалификовао     |
|              |          |                                                |                      |                                    |                               |                          |
| Мушки парови | 2        | Дионисиос Касдаглис Деметриос Петрококинос     | Није одржано         | Победили Паспатис Ралис            | Победили (АУС) Флек Робертсон | Изгубили од Траун Боланд |
| Мушки парови | 4        | Аристидис Акратопулос Константинос Акратопулос | Није одржано         | Изгубили од Траун Боланд           | Нису се квалификовали         | Нису се квалификовали    |
| Мушки парови | 4        | Константинос Паспатис Евангелос Ралис          | Није одржано         | Изгубили од Касдаглис Петрококинос | Нису се квалификовали         | Нису се квалификовали    |
|              |          |                                                |                      |                                    |                               |                          |

### Дизање тегова
Александрос Николопулос је подигао 57 килограма као и другопласирани Јенсен, али је то учинио после поновног такмичења са својим сународником Сотиросом Версисом са којим је имао исти резултат 40 килограма, па су морали дизати још једном да би се добио трећепласирани.
| Дисциплина   | Позиција | Дизач тегова            | Најбољи резултат |
| ------------ | -------- | ----------------------- | ---------------- |
|              |          |                         |                  |
| једном руком | 3        | Александрос Николопулос | 57,0 кг 40,0 кг  |
| једном руком | 4        | Сотириос Версис         | 40,0 кг          |
|              |          |                         |                  |
| две руке     | 3        | Сотириос Версис         | 90,0 кг          |
| две руке     | 4        | Јоргос Папасидерис      | 90,0 кг          |
|              |          |                         |                  |

### Рвање
Кристопулос у четвртифиналу побеђује Мађара Момчила Тапавицу. У полуфиналу се сатаје да Цитасом који је био слободан у четвтфиналу. Победио је Цитас и Кристолулос осваја треће место. Финални меч, Цитас и Шумана трајао је 40 минута пре ного што се морао прекинути због мрака па је одложенн за сутра. Борба у наставку финалног меча није била тако „тврда“ као претходног дана и Шуман је лако дошао до победе.

#### Резултат
| Дисциплина        | Позиција | Рвач                 | Четвртфинале             | Полуфинале                     | Финале                  |
| ----------------- | -------- | -------------------- | ------------------------ | ------------------------------ | ----------------------- |
|                   |          |                      |                          |                                |                         |
| Грчко-римски стил | 2        | Јоргос Цитас         | Слободан                 | Победио Стефаноса Кристопулоса | Изгубио од Карла Шумана |
| Грчко-римски стил | 3        | Стефанос Кристопулос | Победио Момчила Тапавицу | Изгубио од Јоргоса Цитаса      | Није се пласирао        |
|                   |          |                      |                          |                                |                         |

#### Резултати по нацијама
| Земља противник    | Победе | Порази | Проценат |
| ------------------ | ------ | ------ | -------- |
| Немачка            | 0      | 1      | .000     |
| Мађарска           | 1      | 0      | 1.000    |
|                    |        |        |          |
| Укупно међународно | 1      | 1      | .500     |
| Грчка              | 1      | 1      | .500     |
|                    |        |        |          |
| Укупно             | 2      | 2      | .500     |